# Oxalis ortgiesii
Oxalis ortgiesii là một loài thực vật có hoa trong họ Chua me đất. Loài này được Regel mô tả khoa học đầu tiên năm 1875.

## Hình ảnh

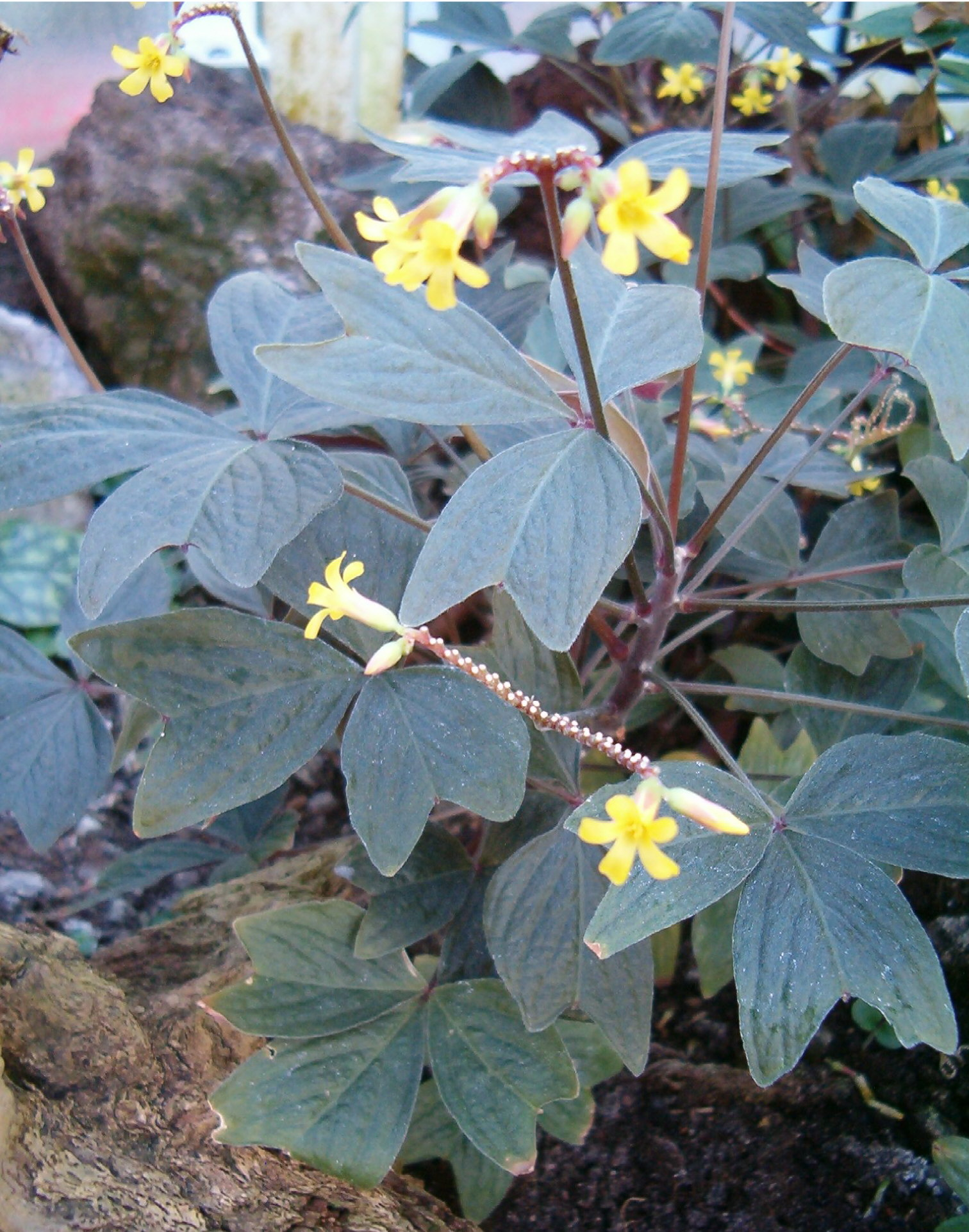
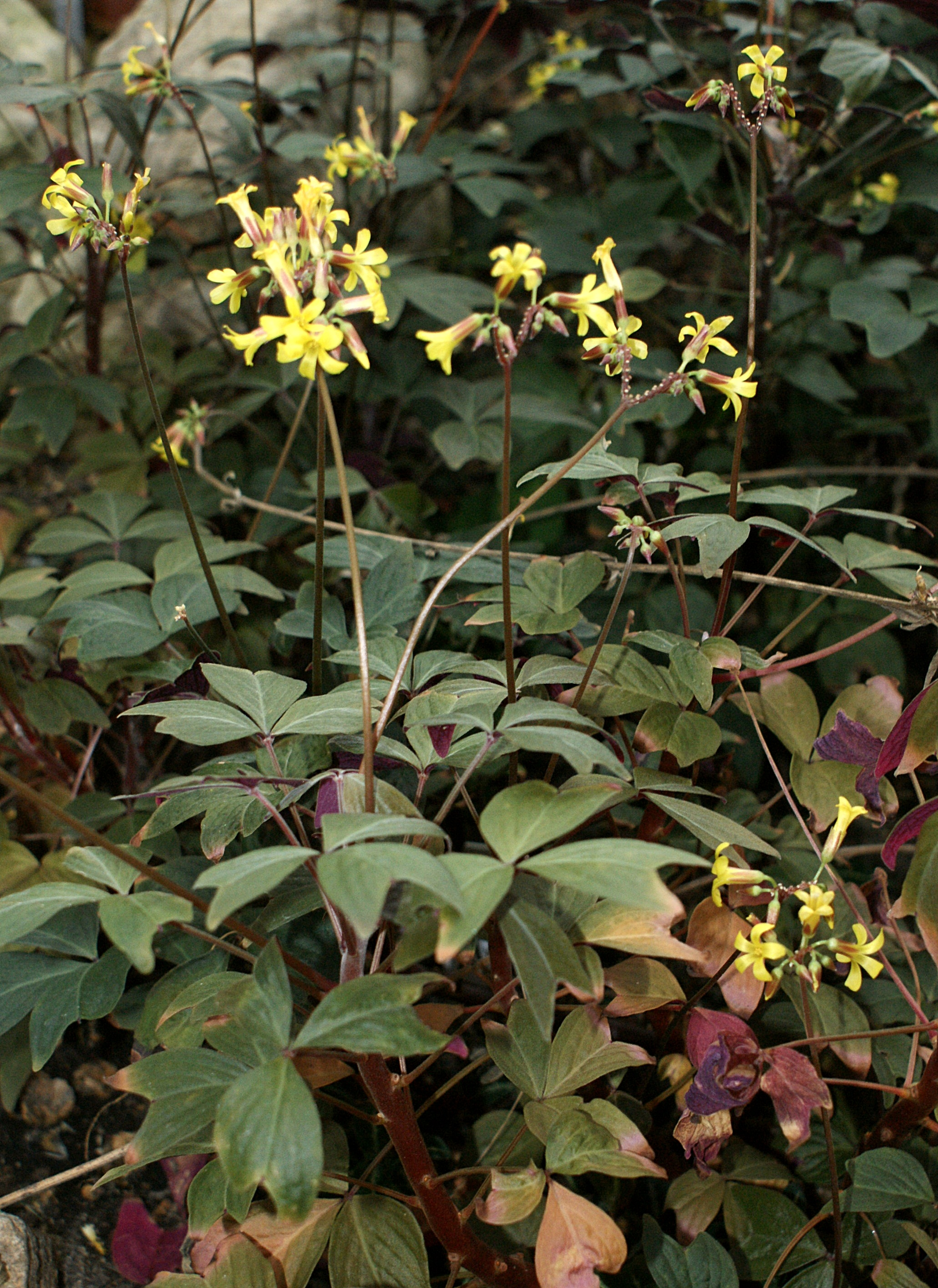